# Braine-le-Comte
Braine-le-Comte (tiếng Hà Lan: ‘s-Gravenbrakel) là một đô thị ở tỉnh Hainaut.
Tại thời điểm ngày 1 tháng 1 năm, 2006, Braine-le-Comte có dân số 20.305 người. Tổng diện tích là 84.68 km² với mật độ dân số là 240 người trên mỗi km².

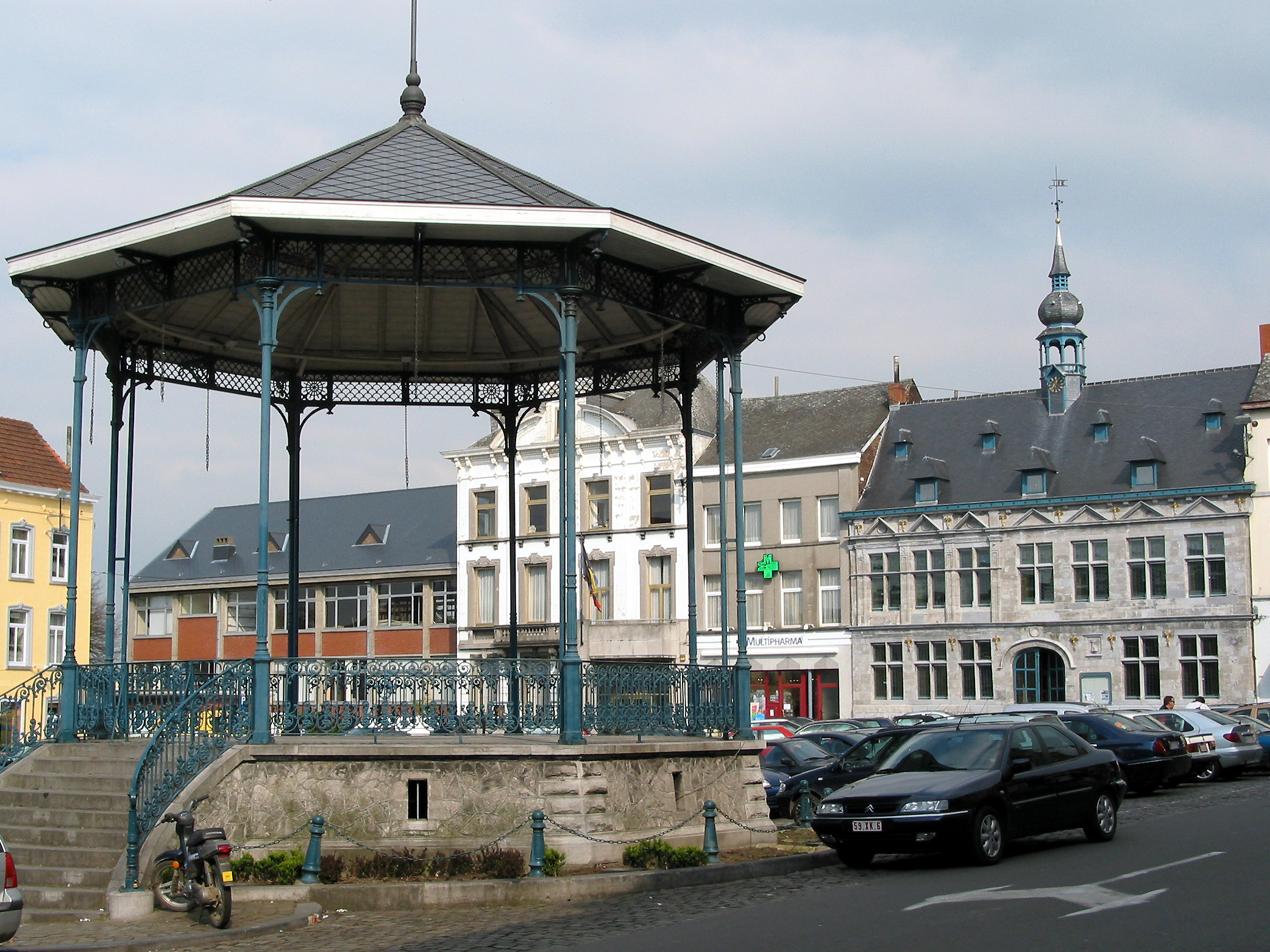
Tòa thị chính

Ngày 3 tháng 8 năm 1692, trong cuộc chiến tranh 9 năm, quân đội Pháp đã đánh bại quân đội liên quânh Anh-Hà Lan-Đức trong trận Steenkerque ở nơi ngày nay là đô thị Braine-le-Comte.